# Minnetonka
Minnetonka és una població dels Estats Units a l'estat de Minnesota. Segons el cens del 2000 tenia 51.301 habitants.

## Demografia
Segons el cens del 2000, Minnetonka tenia 51.301 habitants, 21.393 habitatges, i 14.097 famílies. La densitat de població era de 729,7 habitants per km².
Dels 21.393 habitatges en un 29,1% hi vivien nens de menys de 18 anys, en un 56,6% hi vivien parelles casades, en un 6,8% dones solteres, i en un 34,1% no eren unitats familiars. En el 27,3% dels habitatges hi vivien persones soles el 9,3% de les quals corresponia a persones de 65 anys o més que vivien soles. El nombre mitjà de persones vivint en cada habitatge era de 2,37 i el nombre mitjà de persones que vivien en cada família era de 2,92.
Per edats la població es repartia de la següent manera: un 23,1% tenia menys de 18 anys, un 6% entre 18 i 24, un 28,5% entre 25 i 44, un 28,4% de 45 a 60 i un 14% 65 anys o més.
L'edat mediana era de 41 anys. Per cada 100 dones de 18 o més anys hi havia 88,7 homes.
La renda mediana per habitatge era de 69.979$ i la renda mediana per família de 85.437$. Els homes tenien una renda mediana de 57.439$ mentre que les dones 38.605$. La renda per capita de la població era de 40.410$. Entorn de l'1,5% de les famílies i el 2,6% de la població estaven per davall del llindar de pobresa.

## Poblacions més properes
El següent diagrama mostra les poblacions més properes.